# The Weeknd
Abel Makkonen Tesfaye (amharsky አቤል መኮንን ተስፋዬ;* 16. února 1990, Scarborough, Ontario, Kanada), profesionálně známý pod svým pseudonymem The Weeknd, je kanadský zpěvák žánrů současného R&B a indie R&B, hudební producent a herec. Svou kariéru započal v roce 2010 na YouTube. V roce 2011 vydal tři devítistopé mixtapes (House of Balloons, Thursday a Echoes of Silence), které byly vřele přijaty u kritiků. Následujícího roku je vydal jako komplet pod názvem Trilogy. V roce 2013 vydal debutové album Kiss Land, následované alby Beauty Behind the Madness (2015), Starboy (2016), After Hours (2020), Dawn FM (2022) a Hurry Up Tomorrow (2025).

## Biografie

### Mládí (1990–09)
Narodil se v roce 1990 ve Scarborough, Ontario, Kanada. Jeho rodiče v osmdesátých letech emigrovali z Etiopie. Vychovávali ho prarodiče, jelikož jeho otec žil odděleně od rodiny a matka neustále pracovala. Díky tomu ovládá jazyk amharštinu. V mládí poslouchal celou řadu žánrů: soul, quiet storm, hip hop, funk, indie rock a post-punk.
Pseudonym The Weeknd přijal poté, co ho v sedmnácti vyhodili ze střední školy a odešel z domova ("left one weekend and never came home"). Z pseudonymu vynechal jedno "e" kvůli názvu jiné kanadské skupiny The Weekend.

### Balloons Trilogy (2010–12)
V Torontu se setkal s producentem Jeremym Rosem, který měl námět na dark R&B projekt, který nejdříve nabízel zpěvákovi jménem Curtis Santiago. Rose a The Weeknd spolu nahráli první tři písně "What You Need", "Loft Music" a "The Morning", které na konci roku 2010 nahráli na YouTube. Ty se postupně začaly šířit internetem. Zpropagoval je i kanadský zpěvák Drake.
V březnu 2011 vydal The Weeknd mixtape s názvem House of Balloons. Mixtape uspěla u kritiků. Na Metacritic obdržela skóre 87 bodů ze 100, jež bylo založeno na šestnácti recenzích. V červenci se vydal na své první klubové turné po Torontu. Na konci července také vystoupil na Drakeově festivalu Annual OVO Fest.
V srpnu 2011 vydal druhou mixtape s názvem Thursday. Ta na Metacritic zaznamenala 80 bodů ze 100, založeno na sedmnácti recenzích.
V prosinci 2011 vydal třetí mixtape s názvem Echoes of Silence. Ta na Metacritic zaznamenala 82 bodů ze 100, založeno na sedmnácti recenzích. Mixtapes prosluly jako Balloons Trilogy.
V dubnu 2012 započal své první turné po USA, kde zahrál i na festivalu Coachella. Vrchol tour byly dva vyprodané koncerty v New Yorku. Následně vystupoval i na evropských festivalech Primavera Sound (Španělsko) nebo Wireless Festival (Anglie). Také nahrál cover verzi k písni "Dirty Diana" od Michaela Jacksona. V červnu 2012 bylo zveřejněno, že mixtapes z Balloons Trilogy byly staženy osm milionkrát a budou vydány na CD.
V září 2012 podepsal smlouvu s nahrávací společností Republic Records a joint venture dohodu s jeho imprint labelem XO. V listopadu 2012 poté vydal kompilační album Trilogy, které se skládalo z remasterovaných písní z jeho mixtapes. Album debutovalo na 5. příčce žebříčku Canadian Albums Chart a na 4. příčce US žebříčku Billboard 200, s prodejem 86 000 ks v první týden prodeje. Trilogy na Metacritic obdrželo skóre 79 ze 100. V roce 2013 bylo album certifikováno jako platinové v USA a 2x platinové v Kanadě. Jako kompilace tří disků se ovšem prodeje pro zisk certifikace násobily třikrát.

### Kiss Land (2013–14)
V květnu 2013 vydal první singl "Kiss Land" ze svého debutového alba Kiss Land. Dalšími singly byly "Belong to the World" a "Live For" (ft. Drake). V září se také vydal na turné k propagaci alba. Album bylo vydáno 10. září 2013 a dočkalo se vřelého přijetí. Na Metacritic obdrželo skóre 65 ze 100. Debutovalo na druhé příčce žebříčku Billboard 200 s 96 000 prodanými kusy o první týden. The Weeknd se také objevil na soundtracku k filmu Hunger Games: Vražedná pomsta, na písních "Devil May Cry" a "Elastic Heart" od Siy.
V prosinci 2014 vydal singl "Earned It" ze soundtracku k filmu Padesát odstínů šedi. Píseň se vyšplhala na třetí příčku žebříčku Billboard Hot 100 a v USA se stala 4x platinovou.

### Beauty Behind the Madness (2015)
V květnu 2015 vydal videoklip k nové písni "The Hills". Singl debutoval v Top 20 písních US žebříčku Billboard Hot 100 a později se vyšplhal až na první příčku. V červnu vydal další singl "Can't Feel My Face", který se opět vyšplhal na první příčku žebříčku. Oba zmíněné singly získaly v listopadu 2015 v USA 2x platinovou certifikaci. Celkem se singl "The Hills" stal 7x platinovým, zatímco "Can't Feel My Face" 5x platinovým. V červenci 2015 se jeho tři písně "The Hills", "Can't Feel My Face" a "Earned It" umístily na prvních třech příčkách v US žebříčku Hot R&B Songs. Tím byl prvním umělcem, který toho dosáhl.
V roce 2015 se také stal jedním z umělcům, kteří přešli k nové streamovací službě Apple Music, které poskytli exkluzivitu.
V srpnu 2015 vydal album Beauty Behind the Madness. Alba se v USA prodalo v první týden 326 000 kusů (422 000 ks po započítání streamů). Tím debutovalo na první příčce žebříčku Billboard 200. Na první příčce se udrželo po tři týdny. Stejně úspěšné bylo i v Kanadě a ve Spojeném království. Na Metacritic obdrželo skóre 74 ze 100. Do konce ledna 2016 se v USA prodalo 902 000 kusů alba. V únoru 2016 RIAA změnila pravidla udělování certifikací a nově do celkového prodeje započítávala i audio a video streamy. Díky tomu album získalo certifikaci 2× platinová deska. Na 58. předávání cen Grammy konaném v únoru 2016 vyhrál dvě ceny ze sedmi nominací. V květnu 2016 album překonalo hranici milionu prodaných kusů. Album tak již, i díky streamingu, od RIAA získalo ocenění 3x platinová deska.

### Starboy (2016)
V roce 2016 se objevil na písních "FML" od Kanyeho Westa a "6 Inch" od Beyoncé.
V září 2016 oznámil název svého třetího alba Starboy. V téže době vydal první singl "Starboy" (ft. Daft Punk), singl obsadil 1. příčku US žebříčku Billboard Hot 100, 2. příčku v Kanadě a uspěl také v mezinárodních hitparádách. V říjnu vystoupil v pořadu Saturday Night Live, kde představil další singl "False Alarm" (63. příčka v USA, 34. příčka v Kanadě). Album bylo vydáno 25. listopadu 2016 u společností XO a Republic Records. K propagaci alba vytvořil dvanáctiminutový snímek, ve kterém jsou propojeny ukázky písní z alba; krátkometrážní snímek nese název MANIA.
Po vydání se album rychle umístilo na první příčce iTunes žebříčků v 80 zemích světa. Den po vydání zlomil rekord v počtu streamů na hudební službě Spotify v první den vydání; překonal tak rekord Justina Biebera z roku 2015, který činil 36 milionů streamů během prvního dne. Během prvního týdne prodeje bylo odhadováno, že se album umístí na první příčce žebříčku Billboard 200 s prodejem mezi 350 000 a 400 000 ks (přičemž tradiční prodej se odhadoval na 250 000 ks, zbytek tvořil přepočet streamů). V první týden prodeje se v USA nakonec tradiční cestou prodalo 209 000 ks alba (se započítáním 175 milionů streamů 348 000 ks alba), album tím debutovalo na první příčce žebříčku Billboard 200. Po vydání alba se všech 18 písní umístilo v žebříčku Billboard Hot 100 (většina čistě díky streamům).

### My Dear Melancholy, (2018)
V únoru 2018 byl hostujícím zpěvákem na singlu "Pray for Me" od Kendricka Lamara ze soundtracku Black Panther: The Album. Singl se umístil na 7. příčce žebříčku Billboard Hot 100.
V březnu 2018 vydal EP My Dear Melancholy. EP se skládá ze šesti písní. Prvním singlem byla zvolen píseň "Call Out My Name" (4. příčka). EP debutovalo na první příčce žebříčku Billboard 200.
V listopadu 2018 mu na japonském trhu vyšel speciální výběr z hitů s názvem The Weeknd in Japan.

### After Hours (2019–2021)
Na začátku roku 2019 spolupracoval s francouzským DJ Gesaffelsteinem na singlu "Lost in the Fire" (27. příčka), ten se objevil na Gesaffelsteinovu albu Hyperion. V roce 2019 hostoval také na úspěšné písni "Wake Up" (21. příčka) od Travise Scotta z jeho alba Astroworld.
V listopadu 2019 vydal nový sólo singl "Heartless", jako první singl z tehdy plánovaného čtvrtého alba. Píseň se v USA umístila na první příčce žebříčku Billboard Hot 100, jako jeho již čtvrtá; v Kanadě se vyšplhala na 3. příčku. Brzy poté následoval singl "Blinding Lights", ten se po vydání alba zpětně (v březnu 2020) vyhoupl na první příčky mezinárodních žebříčků. V únoru 2020 byla vydána jako promo singl píseň "After Hours" (20. příčka v USA, 14. příčka v Kanadě). Album After Hours bylo vydáno v březnu 2020. Album debutovalo na 1. příčce žebříčků prodejnosti v USA i Kanadě. Během prvního týdne prodeje se ho prodalo 444 000 ks (po započítání streamů). Dále byla jako singl vydána píseň "In Your Eyes" (16. příčka v USA, 13. v Kanadě). Všech 14 písní z alba se umístilo v žebříčku Billboard Hot 100, deset z nich v Top 40. V srpnu 2020 vydal další singl z alba "Save Your Tears" (4. příčka). Singl "Blinding Lights" překonal v březnu 2021 rekord za dobu, kterou se udržel v Top 10 písních žebříčku Billboard Hot 100, v té době byl v top 10 písních žebříčku přítomen již 52 týdnů, tedy celý rok. V Top 3 písních žebříčku přitom vydržel 27 týdnů. V srpnu 2021 překonal rekord v počtu týdnů v žebříčku Billboard Hot 100, v té době jich měl na kontě již 88. V listopadu 2021 byl singl vyhlášen společností Billboard za historicky nejúspěšnější píseň jejich žebříčku. Singl byl v USA 8× platinový a v Kanadě diamantový.
V téže době The Weeknd vystoupil také se spektakulární show v poločasové přestávce Super Bowlu LV. Když byly na začátku roku 2021 oznámeny nominace na výroční ceny Grammy, The Weeknd neobdržel ani jednu. V reakci prohlásil, že nominační proces pro Grammy je zkorumpovaný a že pro něj dříve získané tři ceny ztratily význam. Současně řekl, že svou nahrávací společnost bude odrazovat od toho, aby v budoucnu přihlašovala jeho hudbu do procesu nominací.

### Dawn FM (2021–2022)
V srpnu 2021 vydal první singl ze svého tehdy plánovaného pátého alba. Píseň „Take My Breath“ se umístila na 6. příčce žebříčku Billboard Hot 100. V září spolupracoval na písni „Hurricane“ z alba Donda Kanyeho Westa (6. příčka), v říjnu na singlu „Moth to a Flame“ od Swedish House Mafia (27. příčka) a v listopadu na skladbě „One Right Now“ od rappera Post Malonea (6. příčka).
Album Dawn FM vyšlo na začátku ledna 2022. V USA debutovalo na druhé příčce žebříčku Billboard 200 se 148 000 prodanými kusy (po započítání 173 milionů streamů). Po vydání alba byl uveden druhý singl, píseň „Sacrifice“ (11. příčka). Z alba se v žebříčku Billboard Hot 100 umístilo ještě dalších dvanáct písní. Nejlépe „Gasoline“ (29. příčka) a „Out of Time“ (20. příčka).

### Hurry Up Tomorrow (2024–současnost)
V září 2024 The Weeknd vydal první singl ze svého šestého alba Hurry Up Tomorrow. Píseň „Dancing in the Flames“ se hned umístila na 14. místě v žebříčku Billboard Hot 100. Téhož měsíce přišel také druhý singl „Timeless“, na kterém spolupracoval s Playboi Cartim a který debutoval na 3. příčce. Další singl, „São Paulo“, na kterém spolupracuje Anitta, se dostal na 77. místo.
Album Hurry Up Tomorrow vyšlo na konci ledna 2025 a hned debutovalo na první příčce žebříčku Billboard 200 s prodejem 490 500 kusů. Po vydání alba následně přišly další tři singly: „Wake Me Up“, „Open Hearts“ a „Enjoy the Show“. Z celkových 22 skladeb na albu se 14 dostalo na žebříček Billboard Hot 100. Nejlépe se umístily skladby „Timeless“ (7. místo), „Cry for Me“ (12. místo), „São Paulo“ (43. místo), „Wake Me Up“ (45. místo) a „Baptized in Fear“ (46. místo).
Toto album je považováno za možná poslední, na kterém The Weeknd vystupuje pod tímto jménem, protože plánuje pokračovat jako Abel Tesfaye.

## Osobní život
V roce 2017 byl ve vztahu se zpěvačkou Selenou Gomez a vztah se rozhodli ukončit v říjnu téhož roku.

## Diskografie
Studiová alba
- Kiss Land (2013)
- Beauty Behind the Madness (2015)
- Starboy (2016)
- After Hours (2020)
- Dawn FM (2022)
- Hurry Up Tomorrow (2025)